# Natalia Sánchez
Natalia Sánchez, född 20 maj 1983, är en colombiansk bågskytt. Hon deltog vid olympiska sommarspelen 2008 och olympiska sommarspelen 2016.